# Kuru kulla
Kuru foi um gênero maniraptora de dinossauro terópode do período Cretáceo Superior.

## Taxonomia
L'holotype de Kuru kulla, IGM 100/981, a été découvert en 1991 et officieusement nommé "Airakoraptor" dans une entrée bibliographique de la bibliographie de l'article de Perle et al. (1999) décrivant le dromaeosauridé  Achillobator . Cependant, l'entrée citait « Norell, Clark et Perle, 1992. Dromaeososaurus Dinosaur Morphology - Airakoraptor du Crétacé supérieur de Mongolie. Journal of Vertebrate Paleontology. 11. Toronto, Canada. est une erreur typographique pour le titre d'un résumé SVP par Perle et al. (1992) rapportent la découverte des holotypes de Kuru et Shri. Naples et al. (2021) ont formellement décrit IGM 100/981 comme un nouveau genre et une nouvelle espèce, Kuru kulla.